# Хронични бронхитис
Хронични бронхитис је болест која се карактерише редовним искашљавањем највећи број дана, барем три месеца у последње две године. То је најчешће болест пушача и у основи је трајна иритација дисајних путева који на ту трајну иритацију дуванским димом и другим инхалираним супстанцама реагују својим одбрамбеним механизмом-појачаном секрецијом слузи из својих субмукозних жлезди, као и хипертрофијом самих слузних жлезди.

## Патогенеза
Услед повећане потребе за лучењем слузи због сталне иритације дисајних путева долази до хипертрофије субмукозних слузних жлезда у душнику и бронхијама. Повећање (хипертрофија) слузних жлезда може се утврдити поређењем њихове дебљине са дебљином зида између епитела и хрскавице душника или бронхија. Однос се зове Реидов индекс (нормално је мањи од 0.4), а повећан је пропорционално тежини и дужини трајања болести. У мањим дисајним путевима долази до хипертрофије пехарастих ћелија (које такође луче слуз), што доводи до њихове опструкције.
Цилијарни механизам још увек ефикасно одстрањује створени секрет те се јавља редован кашаљ са искашљавањем. То је први стадијум болести једноставни хронични бронхитис (лат. bronchitis chronica simplex) - који се карактерише само свакодневним кашљем са искашљавањем. Код овог почетног облика нису присутни знаци опструкције.
Како временом излучени секрет постаје мање бактерицидан због преваге његове слузне компоненте над серозном која је бактерицидна, сам секрет који је до сада штитио слузницу од приспјелих бактерија сада постаје плодно тло за развој инфекције и тад почињу да се дешавају честе инфекције које организам тешко побеђује те испљувак постаје гнојав. Инфекција није важна за отпочињање хроничног бронхитиса, али је значајна за трајање болести. То је већ друга фаза болести мукопурулентни хронични бронхитис (лат. bronchitis chronica mucopurulenta).
Такве честе инфекције даље уништавају цилијарни апарат, слузница услед честих упала бива прожета везивом, задебљава и уз присутан секрет то је довољан услов за појаву опструкције протоку ваздуха. Тад се поред продуктивног кашља, гнојних испљувака јавља и осећај гушења. У почетку само при физичком напору а касније и у мировању. То је трећи стадијум болести опструктивни хронични бронхитис (лат. bronchitis chronica obstructiva). Таква опструкција је у почетку овог стадијума болести барем делимично реверзибилна, под утицајем лекова, али се накнадно може развити и хронични опструктивни бронхитис са центроацинусним емфиземом у којем су опструкција и пратећи осећај гушења стални и углавном непроменљиви под утицајем бронходилататора. Због рефлексне вазоконстрикције крвних судова у плућима долази до оптерећења десне коморе и временом до развоја хроничног плућног срца.
Услед непрестане иритације епителних ћелија доњих дисајних путева (трепљасти респираторни епител) долази до његове метаплазије и дисплазије. Респираторни, трепљасти епител се замењује плочасто-слојевитим епителом, који је отпорнији, али нема заштитну функцију транспорта слузи из респираторног стабла. Из метаплазија и дисплазија бронхијалног епитела може се развити карцином бронха.

## Симптоми
- Хронични кашаљ са искашљавањем барем 3 месеца у последње 2 године
- Диспнеа (осећај гушења)
- Замарање
- Инфекције дисајних путева
- грудног коша

## Дијагноза и терапија
Дијагноза се поставља на основу анамнестичких података о дугогодишњем пушачком стажу, праћен свакодневним искашљавањем, гнојним испљувком и осећајем гушења.
Физикални преглед, преглед испљувка и спирометрија додатно помажу у дијагностици. Терапија и превенција обухватају низ мера почев од престанка пушења и борбе против инфекција (антибиотици), вакцинације против грипа, узимање течности ради секретолитичког дејства, вибромасаже грудног коша, терапије бронходилататорима који се различитим путевима могу унети у организам (орално, инхалаторно, интравенски...), до хируршке ресекције плућа.